# Pankisivallei
De Pankisivallei (Georgisch: პანკისის ხეობა; Pankisis cheoba) of Pankisikloof is een rivierdal in de bovenstroom van de Alazani in het noorden van Georgië, gelegen in de gemeente Achmeta (regio Kacheti). De vallei heeft een lengte van 34 kilometer en een maximale breedte van 3 kilometer en ligt aan de zuidkant van de waterscheiding van de Grote Kaukasus. De vallei is het woongebied van de Kisten, een Tsjetsjeense subetnos in Georgië.
De Pankisivallei stond vanaf de jaren 1990 tot medio 2003 berucht om wetteloosheid, wapen- en drugssmokkel, ontvoeringen, islamitische radicalisering en het huisvesten van Tsjetsjeense militanten en terroristen. Na Georgisch ingrijpen in de vallei in 2002 verbeterde de veiligheidssituatie sterk. Inwoners van de vallei hebben sindsdien initiatieven ontplooid ten behoeve van agro- en ecotoerisme.

## Geografie
De Pankisivallei ligt over een afstand van 34 kilometer in de bovenstroom van de Alazani, vanaf haar bron onder de 3276 meter hoge berg (Didi) Borbalo, die in de hoofdkam van de Grote Kaukasus ligt, tot het dorp Matani waar Pankisi overgaat in de Alazanivlakte. Het noordelijke deel is een moeilijk toegankelijk, dichtbegroeid en onbewoond v-dal en grenst aan de Georgische historische regio Toesjeti. De zuidelijke helft is het bewoonde kerngebied van Pankisi en kent een tiental dorpen van de Kist-gemeenschap. Dit deel van de vallei heeft een vlakke en brede dalbodem met een verloop van 750 naar 550 meter boven zeeniveau, terwijl de bergen tot niet meer dan 1500 meter reiken. Vanuit de bergen aan de west-, noord- en oostzijde stromen vele beken naar de Alazani, en zijn er verschillende watervallen te vinden, waarvan de enkele tientallen meters hoge Chadori de meest bezienswaardige is.

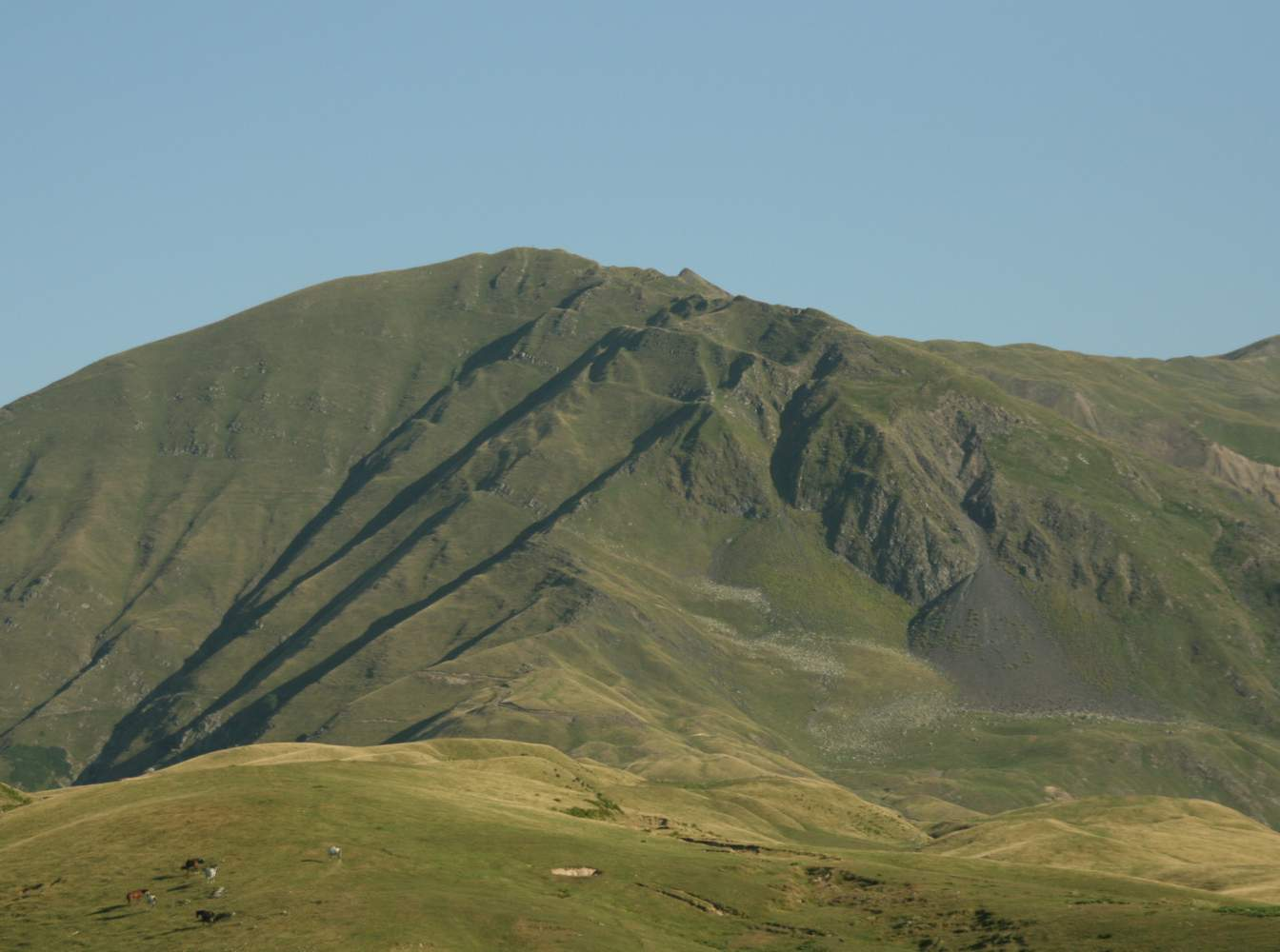
De Tbatanaberg en richel in het noordwesten van de vallei, een passage voor verschillende trektochten

Aan de westkant van de vallei liggen uitlopers van het Kachetigebergte en ten oosten ligt het Nakeralagebergte, beide noord-zuidsubgebergtes van de Grote Kaukasus. Ondanks initiatieven in de 21e eeuw om tussen Pankisi en de aangrenzende regio's Toesjeti en Chevsoeretië wegen aan te leggen is dat er niet van gekomen. De vallei is over de weg alleen vanuit het zuiden vanaf Achmeta te bereiken, terwijl traditionele paden tussen de noordelijke bergvalleien in de 21e eeuw nog vooral een ecotoeristische functie hebben.

### Flora en fauna
De Pankisivallei kent een variëteit aan flora en fauna, beschermde natuur en heeft ook cultuurlandschap met diverse boomgaardbomen. De noordelijke delen van Pankisi bestaan voornamelijk uit dichte loofbossen op de berghellingen, waar kastanjebomen, maar ook veel haagbeuken, esdoornen, beuken, platanen, lindebomen en andere groeien. Rond de Batsara, een rechterzijrivier van de Alazani ten noorden van het laatste dorp in Pankisi, ligt het het Batsara-Babaneoeri beschermd natuurreservaat dat uit twee aparte reservaten bestaat.
In het ruim 3000 hectare grote Batsara natuurreservaat dat op 700-2000 meter boven zeeniveau ligt en in 1935 werd opgericht, is een 270 hectare groot venijnboombos te vinden, dat een van de grootste in de wereld zou zijn. Dit bos strekt zich uit over zes kilometer langs de Batsararivier en ligt op 1100-1500 meter boven zeeniveau. In dit bos zou een meer dan 1000 jaar oude venijnboom staan met een diameter van 140 cm. Het Babaneoeri natuurreservaat dat op 380 tot 1100 meter hoogte ligt werd in 1961 opgericht ter bescherming van het 240 hectare grote zelkovabos, een boom die op de Georgische rode lijst staat.
De natuurreservaten beschermen tevens verschillende diersoorten die in inheems zijn voor Pankisi en omliggende gebieden, zoals buizerd, havik, sperwer, adelaar en de zeldzame lammergier. Naast deze vogels komen er zoogdieren voor zoals egels, marters, konijnen, dassen, jakhalzen, vossen, wolven, wilde zwijnen, beren, herten, lynxen, gemzen en zeldzame otters. 
In het verleden bestond het lage deel van de vallei uit beboste moeraslanden waar herten en wilde zwijnen leefden. In dit deel rond de Alazani worden allerlei soorten groenten verbouwd, en groeien er fruitbomen die in Oost-Georgië veel voorkomen. Hieronder bevinden zich granaatappels, vijgen, kakivruchten, tsjeram (een Oost-Georgische abrikoos), druiven, perziken en anderen.

## Klimaat
De Pankisivallei heeft een gematigd klimaat met hete zomers en koude winters met regen door het hele jaar zonder een uitgesproken droog seizoen. Volgens de klimaatclassificatie van Köppen kent Pankisi een Cfa-klimaat. De beste tijd om de Pankisivallei te bezoeken is van mei tot november. Het klimaat is volgens het lokale toeristisch agentschap vergelijkbaar met de zuidelijke Italiaanse Alpen, met milde lentes, hete zomers en korte maar koude winters. In de wintermaanden valt er sneeuw. 
| Maand                          | jan  | feb  | mrt  | apr  | mei  | jun  | jul  | aug  | sep  | okt  | nov  | dec  | Jaar |
| ------------------------------ | ---- | ---- | ---- | ---- | ---- | ---- | ---- | ---- | ---- | ---- | ---- | ---- | ---- |
| Gemiddeld maximum (°C)         | 4,3  | 5,5  | 9,6  | 15,0 | 20,0 | 24,8 | 28,0 | 28,5 | 22,9 | 16,6 | 10,1 | 5,9  | 16   |
| Gemiddelde temperatuur (°C)    | −1,8 | 0,1  | 4,5  | 9,8  | 15,0 | 19,9 | 23,2 | 23,4 | 17,8 | 11,5 | 4,2  | −0,5 | 10,6 |
| Gemiddeld minimum (°C)         | −7,9 | −6,1 | −1,6 | 3,4  | 8,2  | 13,1 | 16,9 | 17,2 | 12,0 | 5,9  | −1,5 | −6,3 | 4,5  |
|                                |      |      |      |      |      |      |      |      |      |      |      |      |      |
| Neerslag (mm)                  | 41   | 42   | 73   | 105  | 96   | 76   | 61   | 47   | 50   | 65   | 50   | 42   | 748  |
| Zonuren (uur/dag)              | 6,2  | 6,6  | 7,0  | 7,7  | 9,1  | 10,8 | 11,0 | 10,5 | 8,6  | 6,7  | 6,6  | 6,4  | 8,1  |
| Regendagen (dag)               | 6    | 7    | 9    | 12   | 12   | 9    | 8    | 7    | 6    | 7    | 6    | 6    | 95   |
| Relatieve luchtvochtigheid (%) | 70   | 70   | 72   | 74   | 72   | 64   | 59   | 55   | 65   | 74   | 76   | 70   | 68,4 |
| Bron: Climate Data             |      |      |      |      |      |      |      |      |      |      |      |      |      |

## Geschiedenis
Door de ligging van de vallei ten opzichte van andere belangrijke Georgische bergregio's zoals Chevsoeretië, Psjavi en Toesjeti was Pankisi historisch door voet- en paardenroutes over de Grote Kaukasuskam met via deze regio's met Dagestan en Tsjetsjenië verbonden. Tegelijkertijd lag de vallei relatief beschermd tegen grote invasies van vijandige volken uit het noorden door de hoge en steile bergruggen in het noorden. Archeologische vondsten wijzen op een continue menselijk bestaan in de vallei sinds minimaal de bronstijd, waarbij de vallei al in de 1e eeuw n.Chr. relatief dichtbevolkt moet zijn geweest. Monumenten en vondsten wijzen op vroege christelijke activiteit, vanaf de 4e eeuw, de periode van de christelijke bekering van Georgië. De Pankisivallei nam in de middeleeuwen een belangrijke plaats in als bergplaats van de schatkist van de Kacheti monarchie.

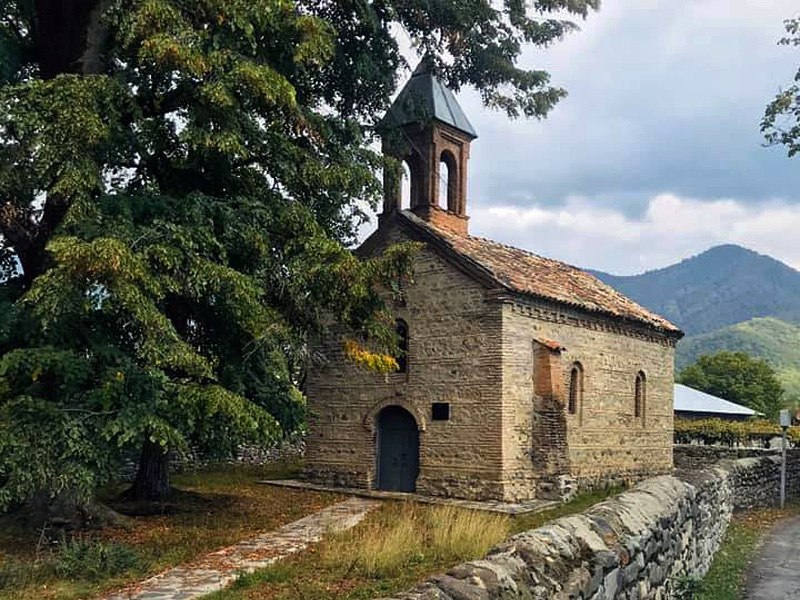
Zondagskerk (Sint Joriskerk) in Dzjokolo uit 1887

In de 17e eeuw werd de vallei onderworpen aan vernietigende invasies van Abbas I van Perzië, waarbij het grootste deel van de bevolking werd gedood en anderen werden verbannen naar Perzië. De volkstelling in de eerste helft van de 18e eeuw vermeldde zeven dorpen in Pankisi, alle bevolkt door Georgiërs. Na deze volkstelling raakte de vallei ontvolkt door Dagestaanse invallen. In de 18e eeuw en vooral in de tweede helft van de 19e eeuw trokken verschillende bergvolken de vallei in om er zich te vestigen. Ondanks de Russische annexatie van het Koninkrijk Kartli-Kachetië vanaf 1801 zorgde de Kaukasusoorlog voor regelmatige Dagestaanse invallen in Pankisi. De Georgische prins Orbeliani, die het gezag had over Kacheti, kreeg in 1846 van de Russische autoriteiten geen toestemming om Georgiërs uit het Kacheti laagland in Pankisi te hervestigen.
In plaats daarvan besloten de Toesjeten, die de vallei bezaten, tot onderhandelingen met de Kisten over hun vestiging in Georgië en met name in de Pankisivallei. De Kisten, een etnische Tsjetsjeense subgroep, hadden veel te lijden gehad van het schrikbewind van Sjamil. Tegelijkertijd wilden de Toesjeten via deze weg ook de roofzuchtige aanvallen van de Kisten neutraliseren, wat ook in het belang was van het Russische gezag. De census van 1848 vermeldde voor het eerst een Kist-nederzetting in Pankisi, in de omgeving van het hedendaagse Doeisi en in 1854 werd het dorp Dzjokolo opgericht. In 1887 werd hier de belangrijkste kerk van Pankisi gebouwd, waar ook de meeste Kisten gedoopt werden. In 1902 werd de eerste moskee in Pankisi geopend. Uit angst voor de terugconversie van de inmiddels christelijke Kisten naar de islam weigerden de Russische keizerlijke autoriteiten de officiële registratie van de moskee. Na de Oktoberrevolutie in 1917 bleef de moskee tot 1960 gesloten. Deze moskee werd in 2021 met Turkse financiering gerenoveerd.
In de tweede helft van de 19e eeuw kwamen ook bewoners uit Psjavi en de Iorivallei in de Pankisivallei wonen. Toesjeten stichtten het dorp Birkjani, waar zij al gewend waren hun schapen tijdens de seizoenstrek rust te geven. In de eerste jaren van de 20e eeuw vestigden ook Osseten uit dorpen van het district Dzjava zich in Pankisi en stichtten zes nieuwe dorpen in de nabijheid van historische plekken. Door deze mengelmoes aan volken kreeg Pankisi een nieuwe impuls en deden de gemeenschappen mee aan het sociaal-politieke leven van Georgië. De Kisten, in tegenstelling tot de Osseten, steunden actief de onafhankelijke Democratische Republiek Georgië (1918-1921) en vochten tussen 1921 en 1924 mee tijdens de Kacheti-opstanden tegen het Sovjetregime. Er verrezen in de jaren 1930 kolchozen in Pankisi en de bevolking nam actief deel aan de Tweede Wereldoorlog. Toen de Sovjets in 1944 overgingen tot de deportatie van de Tsjetsjenen en Ingoesjen naar Centraal-Azië kon de actieve inzet van het Georgische volk voorkomen dat ook de Kisten dat lot ten deel viel. In de jaren 1970 begon de islamisering van de bevolking in Pankisi geleidelijk toe te nemen, maar bleef de bevolking nog overwegend christelijk met een mengelmoes van heidense tradities.

### Islamitisch extremisme

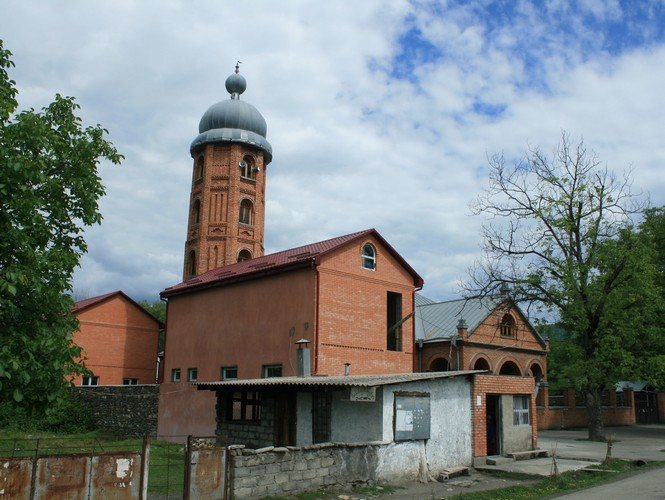
Wahabistische moskee in Doeisi uit 2002.

De sociaaleconomische situatie in Georgië verslechterde door de economische en politieke wanorde in de eerste jaren van de onafhankelijkheid, al bleef de Pankisivallei er in eerste instantie betrekkelijk van gevrijwaard. Het uitbreken van de Eerste Tsjetsjeense Oorlog in 1994 leidde tot de komst van radicaal islamitische Tsjetsjenen in Pankisi. Het gebied werd vervolgens een doorvoergebied van wapens en drugs, geholpen door het onherbergzame en moeilijk te controleren terrein, de poreuze Georgisch-Russische grens en het zwakke centrale bestuur in Georgië in die periode. Als gevolg van de Tsjetsjeense oorlogen vluchtten duizenden Tsjetsjenen naar de Pankisivallei, waaronder zich ook militanten en terroristen bevonden. Eind jaren 1990 werd het wahabisme in Pankisi geïntroduceerd, wat tot radicalisering leidde onder delen van de lokale bevolking. 
Rusland beschuldigde Georgië ervan terroristen en militanten te herbergen, dreigde met interventies en bombardeerde meerdere keren de vallei en omliggende gebieden vanuit de lucht. In 2002 werden door de Georgische autoriteiten verschillende anti-terreur operaties in de vallei uitgevoerd na training door de Verenigde Staten, waarna de grootste spanning over het gebied verdween. De sociaaleconomisch slechte positie van de vallei bleef bestaan, wat vatbaarheid voor moslimextremisme in stand hield. Door de opkomst van Islamitische Staat in 2014 in Irak en Syrië trokken tientallen jonge mannen uit Pankisi naar het Midden-Oosten, wat wederom een stigma wierp op de vallei en tot spanningen met de Georgische overheid leidde.
De weinig transparante houding van de Georgische autoriteiten in controversiële kwesties op het terrein van anti-terreurzaken en een lokaal gevoel van miskenning door de autoriteiten, leidde tot onrust en confrontaties op andere terreinen. Het door de Georgische overheid doordrukken van de bouw van een kleine waterkrachtcentrale in de vallei leidde in april 2019 tot protesten die uit de hand liepen. Hierbij raakten 38 politieagenten en 17 lokale inwoners gewond.

## Toerisme
In antwoord op het negatieve stigma van de vallei begin 21e eeuw zetten lokale bewoners zich in om met positieve ontwikkelingen het imago van de vallei te keren. Zo is er door een aantal vrouwen in Pankisi een lokale toeristische organisatie opgericht die zich inzet voor agro- en ecotoerisme in het gebied. Eerder won een van de oprichters van de organisatie met haar guesthouse een prijs voor het 'Beste gemeenschapsgebaseerd toerisme in Georgië'. Deze en andere ontwikkelingen in de vallei worden internationaal gesteund, zoals door het Amerikaanse USAID en het Nederlandse ministerie van Buitenlandse Zaken. Er werden in een samenwerking tussen de Georgische toeristische autoriteit en de lokale gemeenschap gemarkeerde wandelroutes uitgezet.

## Bestuurlijke indeling

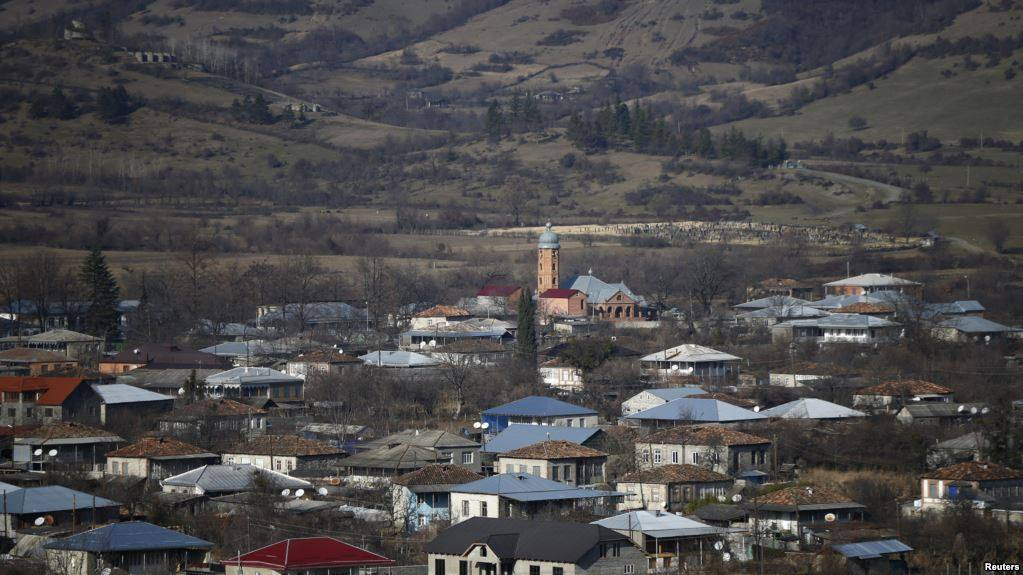
Doeisi, centrum van de vallei

De Pankisivallei kent vier administratieve gemeenschappen (თემი, temi), bestaande uit een totaal van 17 dorpen (სოფელი, sopeli) die allen bij de gemeente Achmeta horen:
- Doeisi temi: Doeisi en Tsninoebani
- Chalatsan temi: Laag-, Midden- en Opper Chalatsan, Doemastoeri en Omalo (niet te verwarren met Omalo in Toesjeti, dat bij dezelfde gemeente hoort).
- Dzjokolo temi: Dzjokolo, Birkjani, Dzjibachevi
- Sakobiano temi: Sakobiano, Bakilovani, Dedisperoeli, Koetsachta, Koreti, Kvareltskali en Chevistsjala.

In de Sakobiani temi in het zuidelijke deel van de bewoonde vallei, tussen Matani en Doeisi, wonen voornamelijk Georgiërs (78%). In de overige dorpen en de grootste plaats en belangrijkste plaats van de vallei Doeisi wonen voornamelijk Kisten (93%).

## Demografie

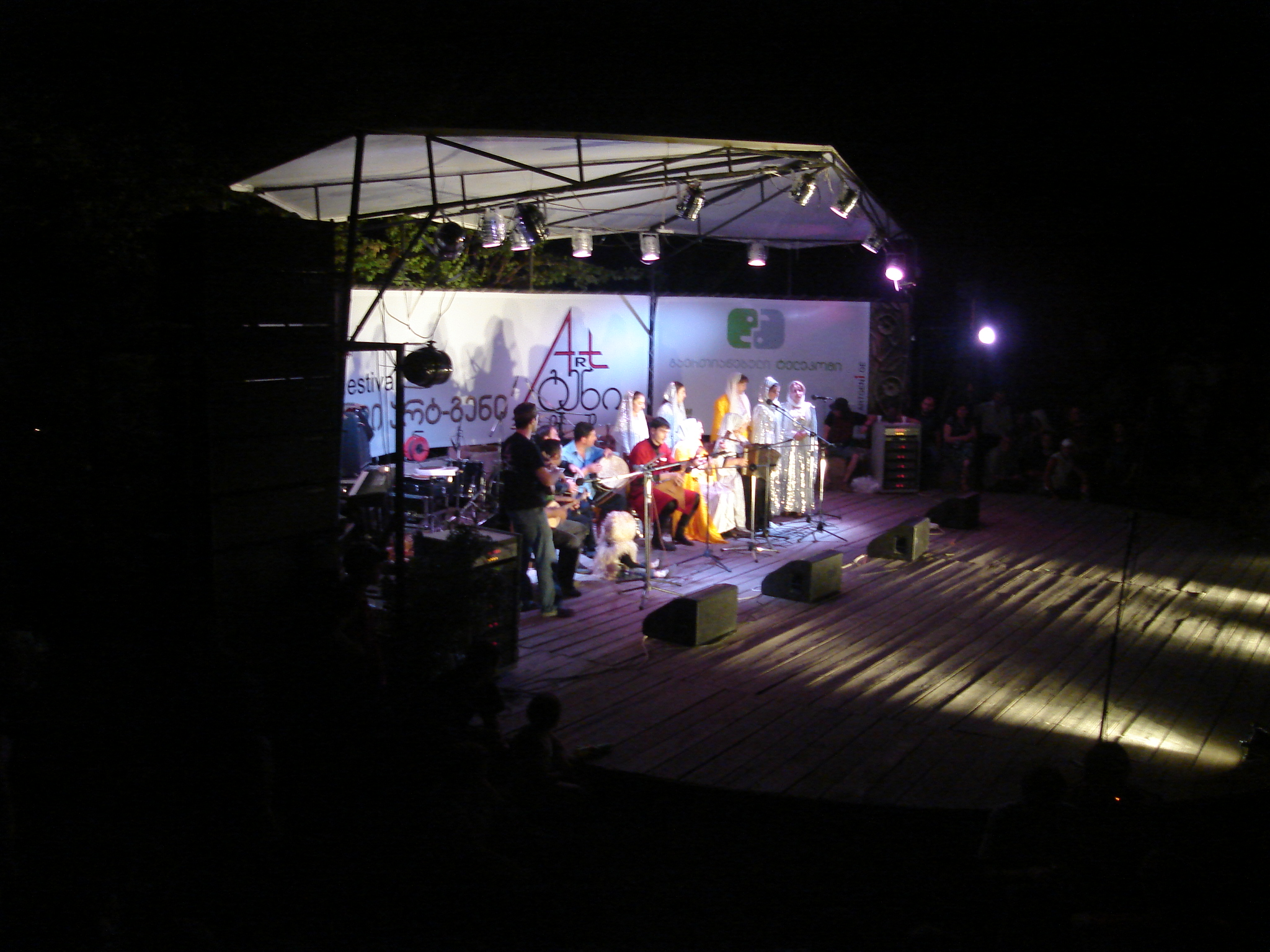
Traditioneel Kist muziekensemble

Volgens de volkstelling van 2014 woonden er 6.762 mensen in de Pankisivallei, waarvan 40% (2.690) in Doeisi. Hiervan was 17% etnisch Georgisch en 80% Kist. De daling van de bevolking is ook na 2014 doorgegaan, met name vanwege de slechte sociaaleconomische perspectieven in het gebied. De tabel laat het totaal zien van de 17 dorpen in de vallei en de uitsplitsing per administratieve temi. In het zuidelijkste deel van de vallei, tussen Matani en Doeisi, liggen een zevental etnisch Georgisch bevolkte dorpen.
| Bevolking van de Pankisivallei               | Bevolking van de Pankisivallei | Bevolking van de Pankisivallei | Bevolking van de Pankisivallei | Bevolking van de Pankisivallei | Bevolking van de Pankisivallei | Bevolking van de Pankisivallei | Bevolking van de Pankisivallei | Bevolking van de Pankisivallei | Bevolking van de Pankisivallei | Bevolking van de Pankisivallei |
| Jaar                                         | 1923                           | 1989                           | 2002                           | 2014                           |                                |                                |                                |                                |                                |                                |
| -------------------------------------------- | ------------------------------ | ------------------------------ | ------------------------------ | ------------------------------ | ------------------------------ | ------------------------------ | ------------------------------ | ------------------------------ | ------------------------------ | ------------------------------ |
| Pankisivallei                                | 3.489                          | ~14.000                        | 9.642                          | 6.762                          |                                |                                |                                |                                |                                |                                |
|                                              |                                |                                |                                |                                |                                |                                |                                |                                |                                |                                |
| Doeisi temi                                  |                                |                                | 4.367                          | 2.690                          |                                |                                |                                |                                |                                |                                |
| Chalatsan temi                               |                                |                                | 1.888                          | 1.492                          |                                |                                |                                |                                |                                |                                |
| Dzjokolo temi                                |                                |                                | 2.138                          | 1.405                          |                                |                                |                                |                                |                                |                                |
| Sakobiano temi                               |                                |                                | 1.249                          | 1.175                          |                                |                                |                                |                                |                                |                                |
|                                              |                                |                                |                                |                                |                                |                                |                                |                                |                                |                                |
| Kisten                                       | 43%                            | 43%                            | 71%                            | 80%                            |                                |                                |                                |                                |                                |                                |
| Georgiërs                                    | 39%                            | 29%                            | 15%                            | 17%                            |                                |                                |                                |                                |                                |                                |
| Osseten                                      | 18%                            | 28%                            | 3,0%                           | 0,1%                           |                                |                                |                                |                                |                                |                                |
| Verantwoording data: 1923, 1989, 2002, 2014. |                                |                                |                                |                                |                                |                                |                                |                                |                                |                                |

## Bezienswaardigheden

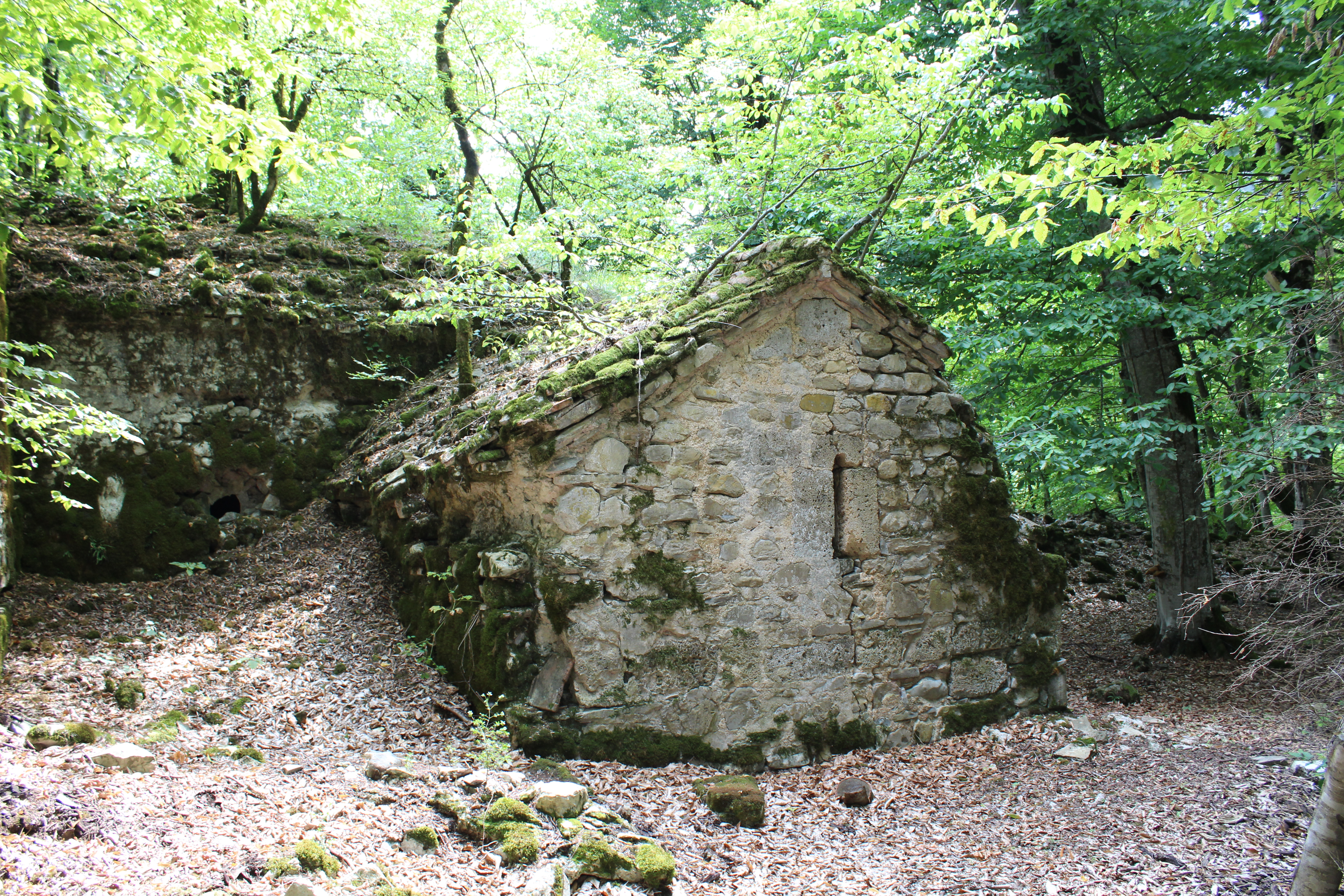
Kapel van het 9e-eeuwse Katsjalaoeri-kasteel bij Chevistsjala

In de Pankisivallei zijn verschillende bezienswaardigheden en activiteiten:

### Cultureel erfgoed
De vallei is historisch bewoond geweest en kent veel cultureel erfgoed. Verreweg het meeste is niet meer dan een ruïne. Niettemin zijn er een aantal bezienswaardigheden. De Zondagskerk of ook wel Sint Joriskerk in Dzjokolo is gebouwd in 1887 en staat in het centrum van het dorp. Lange tijd was het de belangrijkste kerk in de vallei, maar anno 21e eeuw is de kerk niet meer in gebruik. De kerk van baksteen en keien heeft rechthoekige afmetingen van 12,5 bij 6,7 meter, heeft een wit gepleisterd interieur en een kleine klokkentoren. Het is beschermd cultureel erfgoed.
De oudste moskee in de vallei staat in Doeisi en is van medio 1902. De moskee met een karakteristieke minaret van zwarte en rode bakstenen werd in 2021 met Turkse financiering gerenoveerd. Niet ver daarvandaan staat de 'Nieuwe Moskee' uit 2002, een van de kenmerkende gebouwen van het dorp, gemaakt van rode bakstenen. Het Pankisi etnografisch museum in Doeisi opende in 2010 en herbergt voorwerpen uit de oudheid tot de middeleeuwen.
Op de hellingen ten noordwesten van Doeisi staat de laatmiddeleeuwse Baltagori-toren van drie verdiepingen. Dit is de meest prominente van een aantal van dergelijke wachttorens die rond Doeisi te vinden zijn. In de vallei en omliggende heuvels zijn verder vele ruïnes te vinden van (middeleeuwse) kerkjes en defensieve bouwwerken. Zo staat in de beboste heuvels ten westen van het dorp Chevistsjala een 9e-eeuwse kruiskoepelkerk. Ten noorden van dit dorp zijn de ruïnes te vinden van het 9e-eeuwse Katsjalaoeri-kasteel, met een kerk en enkele andere gebouwen.

### Natuur

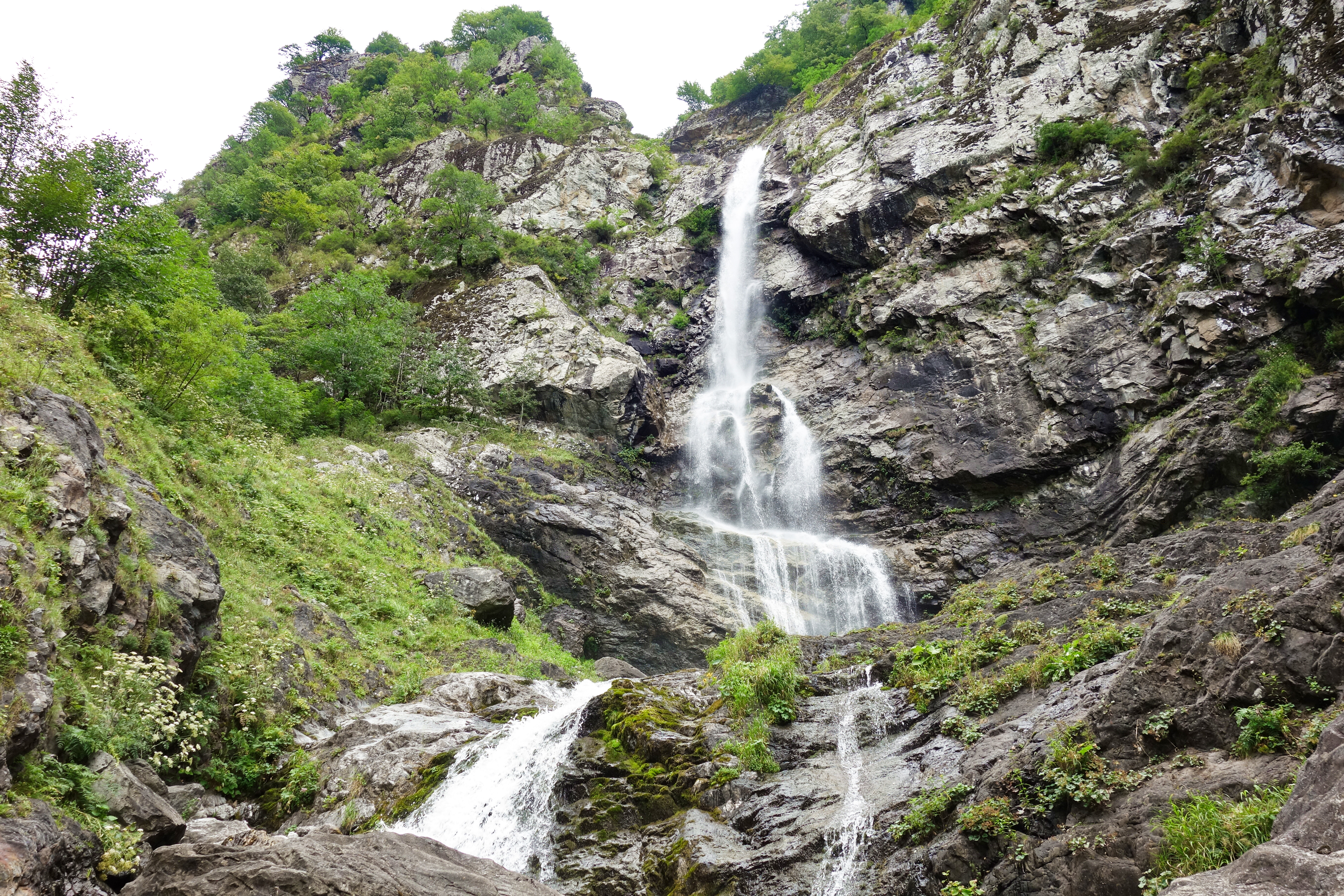
Chadori-waterval

Er is ook divers natuurschoon in de vallei te zien. Voorbij het laatste dorp in de vallei, ongeveer twee kilometer ten noorden van de samenvloeiing van de Samkoeristskali met de Alazani is de enkele tientallen meters hoge Chadori-waterval te vinden. Rond de Batsara, een rechterzijrivier van de Alazani ten noorden van het laatste dorp in de vallei, ligt het het Batsara-Babaneoeri beschermd natuurreservaat dat uit twee aparte reservaten bestaat (zie meer bij Flora en fauna). Daarnaast is het mogelijk vanaf de Pankisivallei meerdaagse trektochten te voet of te paard te maken naar naburige valleien zoals Chevsoeretië (Sjatili) en Toesjeti (Omalo).

## Vervoer
De Pankisivallei is alleen vanaf Achmeta te bereiken via de Sh183 langs Matani via Doeisi en Dzjokolo tot Birkjani. De weg loopt ongenummerd en onverhard nog enkele kilometers door tot samenvloeiing van diverse takken van de Alazanirivier en loopt hier dood. Pogingen om een rechtstreekse verbinding te maken met Toesjeti en Chevsoeretië (via de berg Borbalo en Moetso en Sjatili) zijn in de ijskast gezet onder protest uit de maatschappij.

## Geboren
- Moerad Achmetovitsj Margosjvili (Doeisi, 1972 - Jisr ash-Shugur, Idlib, 2021), vocht in de groep van Chattab, sinds 2012 commandant in Junud al-Sham, op 11 december 2021 gedood door een Russische luchtaanval.
- Zelimchan Changosjvili (Doeisi, 1979 - Berlijn, 2019), voormalig commandant voor Itsjkerië, voormalige Georgische officier in de Russisch-Georgische Oorlog van 2008, op 23 augustus 2019 in Berlijn vermoord door de Russische veiligheidsdienst.
- Tarchan Batirasjvili (Birkjani, 1986 - Shirqat, Irak 2016), de Rode Tsjetsjeen, belangrijke militaire commandant van Islamitische Staat.